# Крус, Алексис
Алексис Крус (род. 29 сентября 1974, Бронкс, штат Нью-Йорк, США) — американский и пуэрто-риканский актёр. Известен стал после съёмок в телесериалах «Прикосновение ангела», «Улицы Ларедо» и «Звёздные врата: SG-1». По происхождению пуэрториканец.

## Биография
Родился 29 сентября 1974 года в Бронксе, штат Нью-Йорк. Мать — Хулия Крус, композитор. Окончил курс Бостонского университета. Славу актёру принесли роли: Рафаэля в телесериале «Прикосновение ангела»; Джои Гарса в телефильме «Улицы Ларедо», Скаары в кинофильме «Звёздные врата» (Алексис Крус — один из двух актёров, которых не стали заменять при съёмках спин-оффа «Звёздные врата: SG-1»; второй — Эрик Авари, сыгравший в фильме роль Казуфа) и Мартина Альенде в телесериале «Акула». С тех пор актёра часто приглашают в различные фильмы и телесериалы, за его плечами уже 38 картин.

## Фильмография
- 1984-1992 — Шоу Косби — Энрике Таррон
- 1987 — Специалист по съёму — Чарли
- 1989 — Война на крышах — Сквэк
- 1990 — Старик и море — Маноло
- 1990 — Грифон — Рики
- 1990-1991 — Улица Сезам — Алекс
- 1993-2005 — Полиция Нью-Йорка — Роберто Сантос
- 1994-2003 — Прикосновение ангела — Рафаэль
- 1994-2009 — Скорая помощь — Терри
- 1994 — Звёздные врата — Скаара
- 1995 — Улицы Ларедо — Джои Гарса
- 1995 — The Price of Love — Альберто
- 1996 — Grand Avenue — Рэймонд
- 1996 — Dangerous Minds — Арт Гонсалес
- 1997 — Riot — Карлос
- 1997 — Храбрец — Хьюмен
- 1997 —  Detention: The Siege at Johnson High — Фрэнки Родригес
- 1997-2003 — Звёздные врата: SG-1 — Скаара
- 1998 — Почему дураки влюбляются — Герман Сантьяго
- 1999-2002 — Провиденс — Виктор Ортис
- 1999 — Learning to swim — Гильермо
- 2000 — C. S. I.: Место преступления — Филипп Райли
- 2000 — Восточный парк — Кастильо
- 2000 — That Summer in LA — Смайли
- 2001 — Женщина в большом городе — Нестор
- 2002-2004 — Американская семья — сержант Хоакин Гарсия
- 2002 — Букашка — Сунг
- 2003 — Тёмный волк — Мигель
- 2004 — Spectres — Шон
- 2004 — Stand Up for Justice — Ральф Ласо
- 2005 — Взгляды — Оливер Санчес
- 2005 — Последний звонок — юный Доминик
- 2006 — Вампиры: Возрождение древнего рода — Алекс
- 2006 — Акула — Мартин Альенде
- 2006 — В последний раз — Альварес
- 2007 — Небесная тортилья — Марко
- 2009 — Затащи меня в Ад — рабочий на ферме